# François Sterchele
François Sterchele, né le 14 mars 1982 à Liège en Belgique et mort le 8 mai 2008 d'un accident de la route à Vrasene en Belgique, est footballeur international belge qui joue au poste d'attaquant.

## Carrière
François Sterchele est l'aîné d'une famille de trois enfants dont Marine, née en 1988, et Thibault, né en 1990.
Sterchele fait ses classes au FC Liège après une première inscription à Loncin. Barré au FC Liège, alors en D2 et qu'il est encore junior UEFA, son grand-père, François Boonen, le convainc de descendre en P1 liégeoise, à La Calamine. Auteur de vingt-quatre buts en championnat de Promotion lors de la saison 2003-2004 dont il est sacré meilleur buteur, il participe au titre de La Calamine où il accomplit sa troisième année. Transféré à Oud-Heverlee Louvain, il inscrit 21 buts au cours du championnat précédent de D3B mais s'illustre encore plus lors du tour final pour s'avérer, huit buts à l'appui, le grand artisan du succès du club brabançon désormais promu en D2.
Il rejoint en 2005 la D1 et Charleroi où il devient rapidement titulaire. Il inscrit son premier but en Division 1 face au FC Brussels, le 27 août 2005. Il marque plusieurs buts importants et devient un élément important du club. À Charleroi, il profite de la blessure d'Izzet Akgül pour s'affirmer comme un titulaire à part entière. Il est transféré au Germinal Beerschot pour un million d'euros. Il fait une très bonne saison à Anvers et termine meilleur buteur du championnat. À la fin du championnat, il intéresse de nombreuses équipes. Il est très proche d'un accord avec le RSC Anderlecht puis le SC Heerenveen mais c'est finalement au FC Bruges qu'il s'engage alors que le Standard de Liège était aussi intéressé. Le prix de ce transfert est estimé à trois millions d'euros.
En date du 15 mars 2007, le lendemain de son 25e anniversaire, François Sterchele est convoqué en équipe nationale. Il défend les couleurs belges le 24 mars 2007 contre le Portugal, défaite des Belges, 4-0.
La nuit du 7 au 8 mai 2008, François Sterchele roule à bord de sa Porsche Cayman S sur une route nationale. Il sort de la route et percute un arbre. Il trouve la mort lors de cet accident à Vrasene, entre Knokke et Anvers, à l'âge de 26 ans. Tout le football belge et étranger lui rend hommage pendant la dernière journée de championnat. Depuis, à chaque 23eme de jeu (il portait le numéro 23), le public du FC Bruges applaudit durant une minute. Il est incinéré et ses cendres se trouvent au cimetière d’Alleur.

## Statistiques
| Saison  | Club                  | Pays     | Championnat | Match | Buts |
| ------- | --------------------- | -------- | ----------- | ----- | ---- |
| 2000/01 | RFC Liège             | Belgique | Division 2  | ?     | 11   |
| 2001/02 | RFC Union La Calamine | Belgique | Promotion   | ?     | 11   |
| 2002/03 | RFC Union La Calamine | Belgique | Promotion   | 30    | 15   |
| 2003/04 | RFC Union La Calamine | Belgique | Promotion   | 29    | 23   |
| 2004/05 | Oud-Heverlee Louvain  | Belgique | Division 3  | 27    | 29   |
| 2005/06 | Sporting Charleroi    | Belgique | Division 1  | 31    | 9    |
| 2006/07 | Germinal Beerschot    | Belgique | Division 1  | 32    | 21   |
| 2007/08 | FC Bruges             | Belgique | Division 1  | 31    | 11   |

## Sélections internationales
François Sterchele compte quatre capes en six sélections avec l'équipe nationale belge, toutes obtenues durant l'année 2007 dans le cadre des éliminatoires de l'Euro 2008. Il dispute son premier match en déplacement face au Portugal, entrant au jeu à 25 minutes de la fin. Il est titularisé le match suivant, toujours contre le Portugal, à domicile cette fois, et est remplacé à l'heure de jeu. Il joue encore les deux rencontres face à la Finlande, entrant chaque fois à quelques minutes de la fin. Il n'inscrit aucun but avec les « Diables Rouges ».
Le tableau ci-dessous reprend toutes les sélections de François Sterchele. Les matches qu'il ne joue pas sont indiqués en italique. Le score de la Belgique est toujours indiqué en gras.
| Date       | Compétition                        | Adversaire | Lieu      | Score | Remarque |
| ---------- | ---------------------------------- | ---------- | --------- | ----- | -------- |
| 24/03/2007 | Éliminatoires Euro 2008 (Groupe A) | Portugal   | Lisbonne  | 4-0   | 64e      |
| 02/06/2007 | Éliminatoires Euro 2008 (Groupe A) | Portugal   | Bruxelles | 1-2   | 61e      |
| 06/06/2007 | Éliminatoires Euro 2008 (Groupe A) | Finlande   | Helsinki  | 2-0   | 86e      |
| 22/08/2007 | Éliminatoires Euro 2008 (Groupe A) | Serbie     | Bruxelles | 3-2   |          |
| 13/10/2007 | Éliminatoires Euro 2008 (Groupe A) | Finlande   | Bruxelles | 0-0   | 84e      |
| 17/10/2007 | Éliminatoires Euro 2008 (Groupe A) | Arménie    | Bruxelles | 3-0   |          |

## Distinctions personnelles
- 2007 : Meilleur buteur du championnat de Belgique de football avec Germinal Beerschot Anvers 21 buts